# Sayat Nova
Sayat-Nova (în armeană Սայաթ-Նովա, în persană صیاد نوا, în georgiană საიათ-ნოვა; n. 14 iunie 1712, Tbilisi, Regatul Kartli – d. 22 septembrie 1795, Haghpat⁠(d), Regatul Kartli-Kaheti⁠(d)) este numele dat poetului armean Harutyun Sayatyan sau noul Saâdi.

## Biografie
Sayat-Nova s-a născut pe 14 iunie 1712 în orașul Tiflis din actualul stat Georgia. Era un bard, un ashik sărbătorit și insultat la curtea lui Irakli al II-lea (sau Heraclius al II-lea al Georgiei). Se spune că Irakli al II-lea a contribuit la crearea unei alianțe între Georgia, Armenia și Șirvan împotriva Imperiului Persan.
Alungat de la curte de rege în 1759, Sayat-Nova a devenit prin sentință regală călugăr la mănăstirea Haghpat, deoarece se pare că s-a îndrăgostit de sora regelui, principesa Anna Batonașvili. A fost asasinat de armata lui Agha Mohammed Khan care a devastat orașul Tiflis și împrejurimile sale în 1795.

## Stil
Cântăreț și maestru al kamanche, Sayat-Nova a cântat, a compus cu instrumentul său preferat, a scris poezie, adică 68 ode în armeană, 65 ode în georgiană și 128 ode în azeră. Ceea ce îl caracterizează este "singularitatea universală". Potrivit Élisabeth Mouradian și Serge Venturini, traducători ai poetului în Franța, „La trei secole după opera sa, cel care a scris în mai multe limbi rămâne încă o punte între popoarele din Caucaz, unde este încă cântat și iubit de toți".

## Posteritate

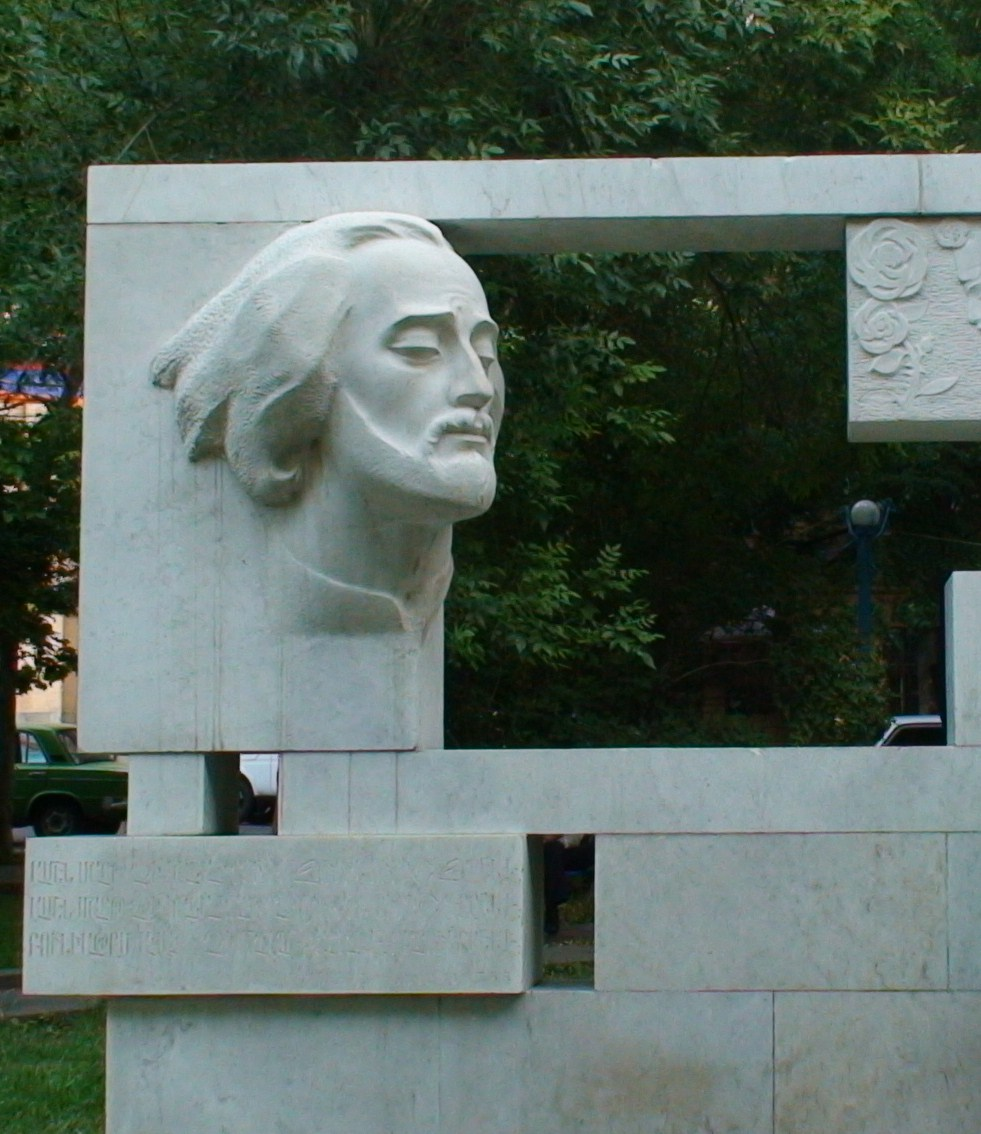
Monumentul lui Sayat-Nova, Erevan.

Influența sa a fost profundă asupra tuturor celor mai eminenți poeți armeni, precum și asupra altor poeți europeni și ruși din 1916 încoace.
Poetul Archag Tchobanian a scris aceste rânduri în Oda limbii armene: „Un nou izvor strălucește, vă purifică apele, le dă o transparență cristalină și o strălucire perlată; o adiere cu aripi ușoare îți împrospătează sânul; o lumină rea a făcut să plouă trandafiri și crini asupra ta ; pe malurile tale au înflorit viță de vie, iar privighetoarele au venit, ascunse în umbrele lor prietenoase, să-și moduleze cântecele tandre; era roiul melodios al Trouvères...».
În 2012, orașul Erevan, capitala Armeniei, numit „Capitala mondială a cărții 2012» de către UNESCO sărbătorește tricentenarul nașterii trubadurului.

## Cinema
- Kim Gourgenovitch Arzoumanian a regizat în 1960 un film de televiziune intitulat Sayat-Nova (în rusă Саят-Новa)[9],
- Serghei Paradjanov a regizat în 1968 filmul Sayat-Nova (Culoarea rodiei), inspirat din viața poetului, considerat de critici drept una dintre capodoperele cinematografice ale XXe siècle.[10] Muzică: Tigran Mansourian.

## Opere
- (fr + hy) Sayat-Nova (trad. Élisabeth Mouradian et Serge Venturini), Odes arméniennes, édition bilingue, L'Harmattan, 2006, ISBN: 2-296-01398-8.